# VusionGroup
VusionGroup est une entreprise cotée en bourse spécialisée dans les solutions IoT et de données pour le commerce physique.

## Historique
Le groupe SES (Store Electronic Systems) est créé en 1990. En 1998, Philippe Catteau achète 34 % du capital et devient PDG. L'entreprise vend un système d'étiquettes électroniques sans fil et actualisables par ordinateur, notamment pour la grande distribution. Cela permet à ses clients un gain de temps, car ils n'ont plus à changer les prix des étiquettes manuellement. Les ventes de SES décollent au début des années 2000. En 2003, il détient 70 % de part de marché en France.
La société est introduite à la bourse de Paris en 2006 en levant 22 millions d'euros de capital,.
Philippe Catteau revend sa participation au capital en 2009,.
En 2012, Thierry Gadou a été nommé PDG. Les étiquettes électroniques connectées (technologie NFC) font leur apparition en magasin la même année.
En 2014, le groupe achète l'entreprise autrichienne Imagotag qui possède un système optimisé de transmission de données. SES se renomme « SES-imagotag ». 
En 2016 , SES-Imagotag s'allie avec la société chinoise BOE Technology. La même année, SES lance un outil qui permet d'éviter les ruptures de produits dans les rayons des magasins.
En 2015, SES-Imagotag quitte ses locaux situés à Argenteuil et s'installe dans l'immeuble Via Verde situé 55, place Nelson-Mandela à Nanterre.
Depuis 2018, le groupe chinois BOE Technology détient la majorité du capital. 
En janvier 2023 le groupe achète « Memory », spécialisée dans le traitement des données recueillies dans les magasins.
Après avoir conclu des partenariats avec des groupes de la grande distribution Français comme Monoprix, Les Mousquetaires, Carrefour, Darty, Sephora, Boulanger, Spar, Casino, Match, Lidl, le groupe annonce, en avril 2023, s'étendre à l'international en signant un partenariat avec Walmart pour équiper 500 magasins situés aux États-Unis.
Le 22 juin 2023 le fonds spéculatif vautour Gotham City Research, affirme que « le potentiel pour des malversations financières est élevé » pointant des liens suspects avec la société chinoise BOE Technology, qui est son principal actionnaire,. L'entreprise SES-Imagotag affirme que les allégations sont totalement erronées et indique que « Gotham City Research détenant des positions à découvert (« short positions ») sur SES-imagotag, l'intérêt de ce fonds spéculatif est de voir le prix de l'action SES-imagotag baisser »Le 26 juin 2023 SES-Imagotag rejette les allégations de Gotham City dans une réponse détaillée.
Le 10 janvier 2024, SES-imagotag devient VusionGroup.
 En décembre 2024, les enseignes alimentaire américaine The Fresh Market (en), et italienne Coop Alleanza 3.0 (en) annoncent digitaliser l'intégralité de leurs magasins physiques avec des étiquettes électroniques développées par VusionGroup,. 
En avril 2025, la chaîne multinationale tchèque de pharmacies Dr.Max annonce que VusionGroup va déployer ses solutions dans 1 000 points de vente à travers la République tchèque, la Slovaquie, la Roumanie, l'Italie, la Serbie et la Pologne.

En mai 2025, le groupe britannique Co-op s'associe à VusionGroup pour remplacer les traditionnelles étiquettes papier par des étiquettes électroniques dans ses 2 400 magasins.

## Activités
Cette section ne s'appuie pas, ou pas assez, sur des sources secondaires ou tertiaires indépendantes du sujet. Le texte peut contenir des analyses inexactes ou inédites de sources primaires.
Pour l'améliorer, ajoutez-en, ou placez des modèles {{Source secondaire souhaitée}} ou {{Source secondaire nécessaire}} sur les passages mal sourcés. (juin 2022)
Le groupe conçoit et commercialise tous les composants de ses produits (logiciel, infrastructure radio-fréquence, étiquettes et fixations).
L'entreprise compte 850 salariés. Le chiffre d'affaires du groupe est de 621 M€ en 2022.
Le groupe compte parmi ses clients :
- A. F. Blakemore (en)[27]
- Ace Hardware (en)[28]
- Co-op[25]
- Coop Alleanza 3.0 (en)[23]
- Bilka
- Darty[29]
- Dr.Max[24]
- føtex (en)
- The Fresh Market (en)[22]
- Hy-Vee[30]
- Lapeyre[31]
- Supermarchés Match[32]
- Netto (en)[33] (Salling Group)
- Phoenix Pharmahandel[34]
- Sonae[35]
- Walmart[36]

En 2022, VusionGroup réalise 485,9 M€ de son chiffre d'affaires en Europe & MEA et 133,2 M€ de son chiffre d'affaires dans le reste du monde.
|                                          | 2000 |  | 2004 |  | 2008 |  | 2018 | 2019 |  | 2021 | 2022 |
| ---------------------------------------- | ---- |  | ---- |  | ---- |  | ---- | ---- |  | ---- | ---- |
| Chiffre d'affaires (en millions d'euros) | 5    |  | 19   |  | 54   |  | 180  | 247  |  | 423  | 621  |
| Résultat Net (en millions d'euros)       |      |  |      |  | 12   |  |      |      |  | 2    | 18,7 |
| Nombre d'employés                        |      |  |      |  | 86   |  |      |      |  |      | 750  |

### Actionnariat
Depuis 2018, le groupe chinois BOE Technology détient la majorité du capital.

## Dirigeants
| Identité                       | Période         | Période | Durée |
| Identité                       | Début           | Fin     | Durée |
| ------------------------------ | --------------- | ------- | ----- |
| Thierry Gadou (d) (né en 1966) | 22 février 2012 |         |       |